# توربن برنهارد
توربن برنهارد (بالإنجليزية: Torben Bernhard)‏ هو مخرج أمريكي، ولد في 5 مارس 1983 في كالامازو في الولايات المتحدة.

## وصلات خارجية
- توربن برنهارد على موقع IMDb (الإنجليزية)
- توربن برنهارد على موقع كينوبويسك (الروسية)